# Althepus pictus
Althepus pictus là một loài nhện trong họ Ochyroceratidae. Loài này phân bố ở Myanma.